# Caravansérail de Garghabazar
Le caravansérail de Garghabazar est un monument historique à Fizouli, en Azerbaïdjan.

## Histoire
Le caravansérail de Garghabazar a été construit en 1681.
L'architecte du monument est inconnu, puisque toutes les inscriptions ont été détruites.

## Architecture
La largeur du caravansérail est de 23,67 mètres de largeur et 34,70 mètres de longueur. La masse principale du monument a été construite en pierre brute. Il est de forme rectangulaire avec une coupe en coin.